# 오사키촌 (니가타현 미나미칸바라군 1954년)
오사키촌(大崎村)은 니가타현 미나미칸바라군에 있던 촌이다.

## 역사
- 1889년 4월 1일 - 정촌제 시행에 의해 미나미칸바라군 오사키촌이 성립하였다.
- 1954년 11월 1일 - 산조시에 편입되었다.

## 교통

### 철도
- 일본국유철도 (현 동일본 여객철도)
  - 신에쓰 본선
  - 야히코선

## 참고문헌
- 『市町村名変遷辞典』東京堂出版、1990年。